# Chaperone (Film)
Chaperone (engl. für „Anstandsdame“) ist ein Filmdrama von Zoe Eisenberg. Die Premiere erfolgte im Januar 2024 beim Slamdance Film Festival.

## Handlung
Die 29-jährige Misha Miyamoto lebt allein mit einer Katze in dem Haus, das ihre Großmutter ihr vererbt hat, in der Stadt Hilo auf Hawaii. Seit ihrem High-School-Abschluss geht sie demselben Job in einem Kino nach. Sie hat es sich in ihrem einfachen Leben bequem gemacht. Sie strebt nicht nach Höherem, und auch den Vorschlag ihrer Freundin und Chefin Kenzie, eine bessere Arbeit im Kino zu übernehmen, schlägt sie aus, auch weil sie sich der damit einhergehenden Verantwortung nicht gewachsen fühlt. Ihre Passivität hat auch Auswirkungen auf ihr Liebesleben und macht intensivere Beziehungen schwierig. Ihre Eltern schlagen ihr vor, das Haus zu verkaufen, weil sie eh keine Familie gründen wolle.
Die Dinge verändern sich, als Misha in einem Lebensmittelgeschäft Jake kennenlernt. Der 18-Jährige glaubt, sie besuche wie er ebenfalls noch die Schule. Da er sie frei von Erwartungen behandelt, beginnt sie eine Beziehung mit ihm. Der Altersunterschied macht sich jedoch bald durch Mishas zunehmend rücksichtsloses Verhalten dem jungen Mann gegenüber bemerkbar.

## Produktion
Regie führte Zoe Eisenberg, die auch das Drehbuch schrieb. Die Regisseurin wurde bei ihrem Film von einer ganz ähnlichen Begebenheit inspiriert. Als sie um die dreißig war, wurde sie von einem Oberstufenschüler für eine Gleichaltrige gehalten. Er lud sie ein, mit ihm auszugehen. Es handelt sich bei Chaperone nach den Kurzfilmen Cashback und Racket um das Spielfilmdebüt der Hawaiianerin.
Die Besetzung besteht ausschließlich aus Mitgliedern der AANHPI-Community. Alle Schauspieler sind asiatisch-pazifische US-Amerikaner beziehungsweise asiatisch-US-amerikanische und hawaiianische/pazifische Insulaner. Mitzi Akaha spielt die 29-jährige Misha Miyamoto, Jessica Jade Andres ihre Freundin und Chefin Kenzie, Kanoa Goo ihren Bruder Vik und Laird Akeo den 18- später 19-jährigen Jake, mit dem sie sich auf eine Beziehung einlässt. Krista Alvarez spielt Jakes Mutter Georgia.
Die Dreharbeiten fanden Anfang des Jahres 2023 in einem angemieteten Haus in Hilo auf Hawaii statt, dem Handlungsort des Films. Die Regisseurin lebt ganz in der Nähe und kannte die Gegend gut und auch die Besitzer der Geschäfte und Läden, in denen gedreht wurde. Mishas Katze, im Film Princess Diana genannt, war während der Dreharbeiten 20 Jahre alt und taub.
Die Musik für den Film steuerte die aus Hawaii stammende Ukulelespielerin Taimane Gardner bei. Auch einige ihrer früheren Kompositionen sind im Film zu hören. Ebenso fanden Arbeiten des Duos GRLWood im Film Verwendung.
Chaperone feierte am 19. Januar 2024 beim Slamdance Film Festival seine Premiere und wurde dort mit dem Grand Jury Prize ausgezeichnet. Im Juni 2024 wurde der Film beim Bentonville Film Festival und beim Brooklyn Film Festival gezeigt. Im August 2024 wurde er beim Sidewalk Film Festival vorgestellt. Im Oktober 2024 sind Vorstellungen beim Hawai‘i International Film Festival geplant.

## Rezeption

### Kritiken

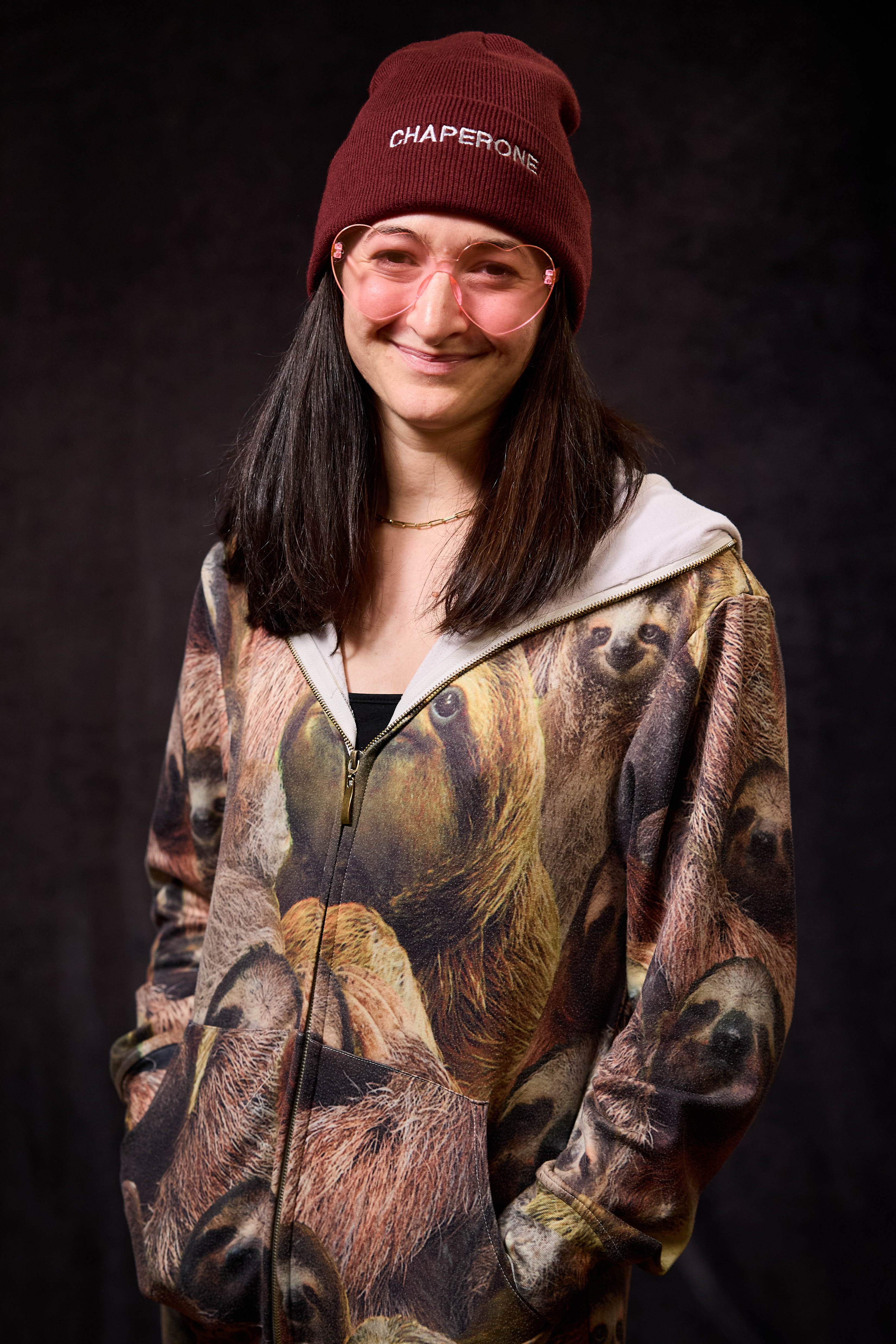
Chaperone ist der Debütfilm der Regisseurin Zoë Eisenberg

Alexandra Heller-Nicholas von der Alliance of Women Film Journalists schreibt in ihrer Kritik, trotz der simplen Prämisse sei Chaperone ein fesselnder Film und ein beeindruckendes Debüt von Zoe Eisenberg.
Jason Delgado von Film Threat schreibt in seiner Kritik, an Chaperone sei alles hervorragend, beginnend bei der Besetzung, über den Drehort, das Drehbuch und die Regie bis hin zur Kamera. Bei Mitzi Akaha und Laird Akeo stimme sofort die Chemie, und auch alle anderen spielten ihre Rollen perfekt. Chaperone sei aber kein klassischer Liebesfilm, und das Ende könne manchen Zuschauern möglicherweise nicht gefallen, auch wenn es sich für ihn realistisch anfühlte.

### Auszeichnungen
Bentonville Film Festival 2024
- Nominierung im Narrative Competition[10]

Slamdance Film Festival 2024
- Auszeichnung mit dem Grand Jury Prize in der Sektion Breakouts (Zoe Eisenberg)[15]